# Марісола
Марісо́ла (рос. Марисола, марій. Марийсола) — село у складі Сернурського району Марій Ел, Росія. Адміністративний центр Марісолинського сільського поселення.

## Населення
Населення — 750 осіб (2010; 696 у 2002).
Національний склад (станом на 2002 рік):
- марі — 90 %